# Afsarābād
Afsarābād (persiska: توتوستان, توتِستان, افسر آباد) är en ort i Iran.   Den ligger i provinsen Chahar Mahal och Bakhtiari, i den centrala delen av landet, 400 km söder om huvudstaden Teheran. Afsarābād ligger 1 917 meter över havet och antalet invånare är 503.
Terrängen runt Afsarābād är huvudsakligen bergig, men den allra närmaste omgivningen är kuperad. Afsarābād ligger nere i en dal. Runt Afsarābād är det ganska glesbefolkat, med 26 invånare per kvadratkilometer. Närmaste större samhälle är Fārsān, 17,5 km nordost om Afsarābād. Trakten runt Afsarābād är ofruktbar med lite eller ingen växtlighet.